# Jonathan Nichols junior

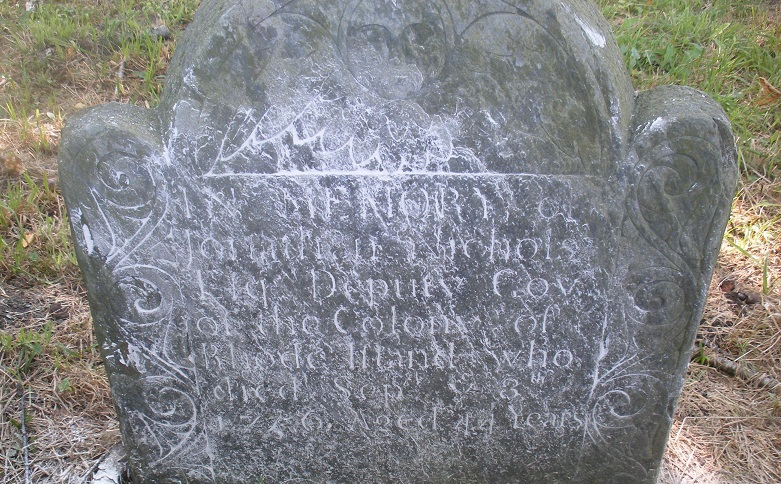
Grabstein von Jonathan Nichols auf dem Nichols-Hassard Cemetery in Portsmouth

Jonathan Nichols junior (* 24. Oktober 1712 in Newport, Colony of Rhode Island and Providence Plantations; † 8. September 1756) war ein Vizegouverneur (Deputy Governor) der Colony of Rhode Island and Providence Plantations.

## Werdegang
Jonathan Nichols junior, Sohn von Elizabeth Lawton und des früheren Vizegouverneurs Jonathan Nichols († 1727), wurde während der Kolonialzeit im Newport County geboren. Über seine Jugendjahre ist nichts bekannt. Nichols wurde im November 1753 Vizegouverneur, nachdem Joseph Whipple zurückgetreten war. Whipple verlor während jener Zeit sein ganzes Vermögen. Nichols fungierte bis Mai 1754 für die restliche Amtszeit von Wipple als Vizegouverneur. 1755 wurde Nichols für eine einjährige Amtszeit zum Vizegouverneur gewählt und 1756 wiedergewählt. Er verstarb vor dem Ende seiner zweiten Amtszeit.
Nichols war zweimal verheiratet. Am 23. Mai 1734 heiratete er seine erste Ehefrau Mary Lawton (1717–1750), Tochter von Mary Gould (1688–1751) und Captain George Lawton (1685–1740). Das Paar bekam mindestens ein Kind: Hannah Nichols Hazard (* 1738). Nach dem Tod seiner ersten Ehefrau heiratete er Mary Bull (1728–1821), Tochter von Phebe Coggeshall (1706–1774) und Henry Bull (1687–1774).

## Trivia

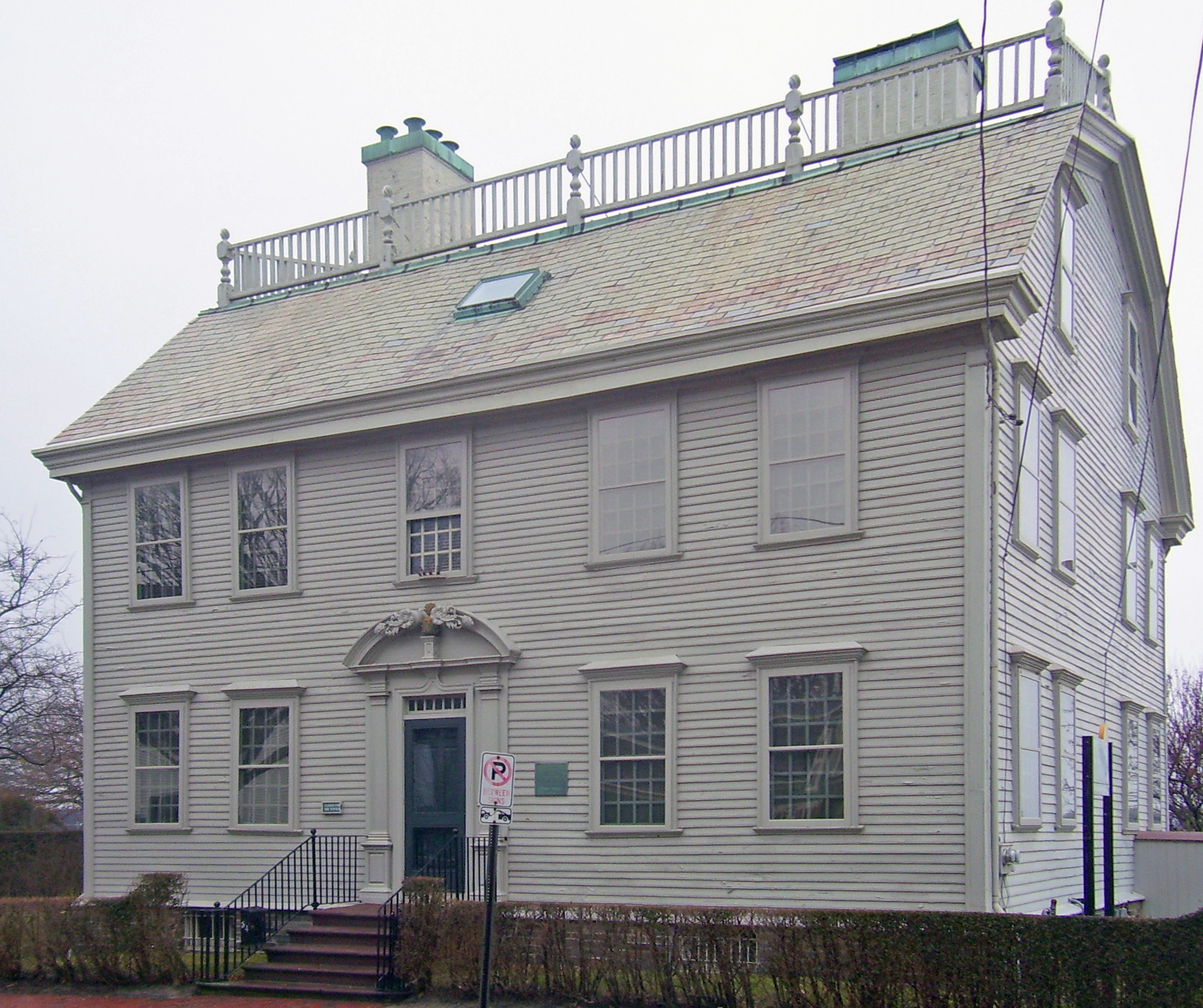
Hunter House in Newport

Nichols erbaute 1748 ein Haus in Newport, welches später als Hunter House bekannt wurde. Nach seinem Tod ging es in den Besitz des königstreuen Vizegouverneur Joseph Wanton junior über. Nach dem Unabhängigkeitskrieg gehörte es William Hunter, einem US-Senator und Botschafter in Brasilien.